# Культура приготування та споживання плацинди у селах долини річки Фрумушика

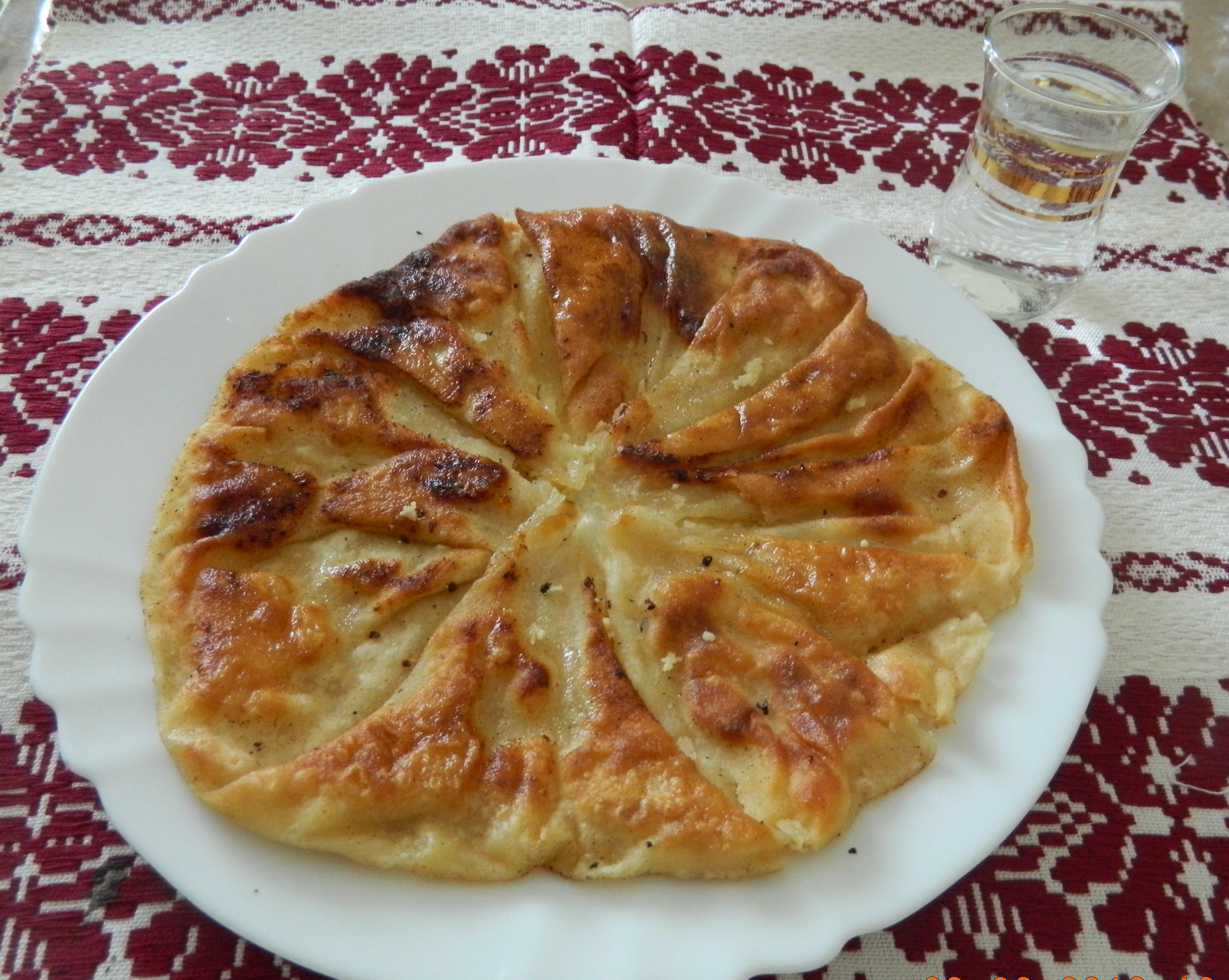

Культура приготування та споживання плацинди у селах долини річки Фрумушика — елемент нематеріальної культурної спадщини України. В Одеській області в селах долини річки Фрумушика збереглась технологія приготування плацинди, страви, яка належить кухням Румунії та Молдови. Етнічні молдавани та інші мешканці  Болградського та Білгород-Дністровського районів Одещини готують плацинду з місцевих продуктів та особливими способами.

## Історія
Наказом Міністерство культури та стратегічних комунікацій України  від 06.07.2022 №228  культура приготування та споживання плацинди у селах долини річки Фрумушика було внесено до списку нематеріальної культурної спадщини України під охоронним Номером 045.нкс.
Плацинда –  національна страва Румунії, Молдови та південної України. Це одна з найпопулярніших традиційних страв Бессарабії, елемент щоденної їжі. Використання  плацинди у харчуванні  притаманна не тільки для етнічних молдаван, що мешкають долині річки Фрумушика, а й для представників інших національностей цієї місцевості.  Річка Фрумушика, ліва притока річки Чага, протікає у Болградському  та Білгород-Дністровському районах Одеської області та має довжину 18 км. По її берегам розташовані села  Семисотка, Василівка,  Фрумушика-Нова та Нові Каплани, більшість населення яких є етнічними молдованами . Досліджуючи традиції цих населених пунктах було визначено, що існує спільність у формах догляду за вівцями, технології виготовлення овечої бринзи, а також, у гастрономічних стравах.

## Приготування
Приготування плацинди не складне та не коштовне, але це смачна та поживна страва, яку готували з давнини, брали з собою в поле чи на інші роботи, готували на свята. У селах долини річки Фрумушика головною ознакою приготування плацинди є використання місцевих продуктів як для приготування тіста, так і для начинок. Плацинди печуть і в печі, і у духовці, але частіше смажать на пательні.

### Тісто
Бессарабська плацинда має свою рецептуру та технології приготування. Зазвичай спочатку замішується тіста з води, борошна, яєць та солі, яке потім відстоюється під рушником у теплому місці протягом 15-20 хвилин. За цей час готується начинка. Після відстоювання тісто розділяють на декілька однакових частин, кожну розкачують на коржі, змазують з двох боків олією чи розігрітим смальцем та знову залишають 15-20 хвилин. Після цього кожен корж розтягують до напівпрозорого стану. Розтягнутий корж змазують олією чи смальцем, складають вчетверо і на середину викладають начинку, загортають її краями, формують круглу форму розміром з пательню, на якій її будуть смажити. Сформований коржик смажать на розігрітій пательні, поступово зменшують вогонь. Коли вона стане рум’яною,  перевертають на інший бік. Просмажену плацинду викладають на поверхню, вкриту паперовим рушником, щоб прибрати надлишки жиру.

### Начинки
Начинки можуть бути солодкі та солоні:
солоні:
- натерта на тертушці бринза з нарізаним кропом;
- смажена капуста та ріпчаста цибуля;
- варена картопля з цибулею.

солодкі:
- з яблук з цукром;
- з вишні з цукром;
- гарбуз з цукром.

## Харчування
Плацинду в селах долини річки Фрумушика зазвичай викладають на спеціальні дерев’яні дощечки, розрізають на чотири частини, додають у мисочках сметану або мед. Споживають плацинду гарячою, часто запивають холодним вином.

## Місцеві особливості приготування

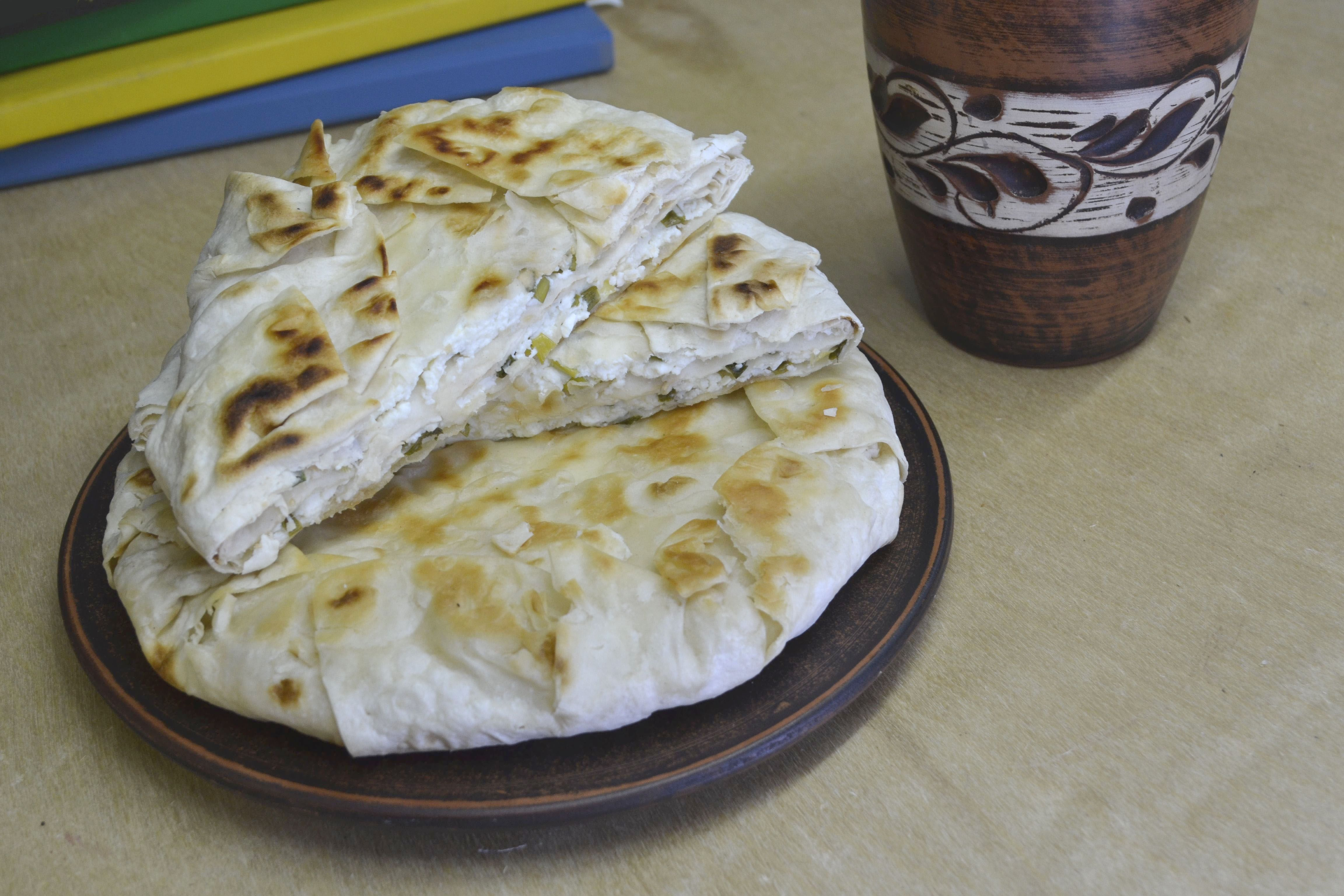
Плацинда з лаваша

У межах одного села рецепти й секрети приготування плацинти мають однакові основи технології та рецепту, але можуть мати деяку різницю в кожній родині.
- В селі Семисотка Білгород-Дністровського району розтягнуті частини тіста, змащують олією, витягують та викладають один на одний хрестоподібно, формуючи коло. Начинку загортають  з’єднуючи діаметрально протилежні частини одного сегменту коржа. В цьому селі в начинку з бринзи можуть додавати свинячі шкварки з м’ясом.[1]
- В селі Василівка Болградського району тісто не складається,  а в центр розтягнутого коржа викладають начинку, його краї нарізають як пелюстки, які з’єднують діаметрально протилежні сегменти. Кожен шар змазують розтопленим вершковим маслом та нього викладають начинку.  В Василівці частіше за все роблять плацинту з натертою коров'ячою бринзою.[1]
- В селі Нові Каплани Болградського району для створення листового тіста використовують смалець й техніку розтягування коржів за допомогою тканини.[1]